# Asesinos inocentes
Asesinos inocentes es una película española dirigida por Gonzalo Bendala, estrenada el 3 de julio de 2015 y protagonizada por Maxi Iglesias, Miguel Ángel Solá, Javier Hernández, Luis Fernández, Alvar Gordejuela y Aura Garrido.

## Sinopsis
Cuenta la historia de Francisco Garralda (Maxi Iglesias), un joven universitario que, viéndose en una situación personal muy comprometida, recibe una oferta: matar a Espinosa, su profesor de psicología (Miguel Ángel Solá). Lo que convierte el encargo en singular es que el mismo profesor es quien ofrece a su estudiante esta manera de salir del aprieto que le asfixia. [cita requerida]

## Reparto[citarequerida]

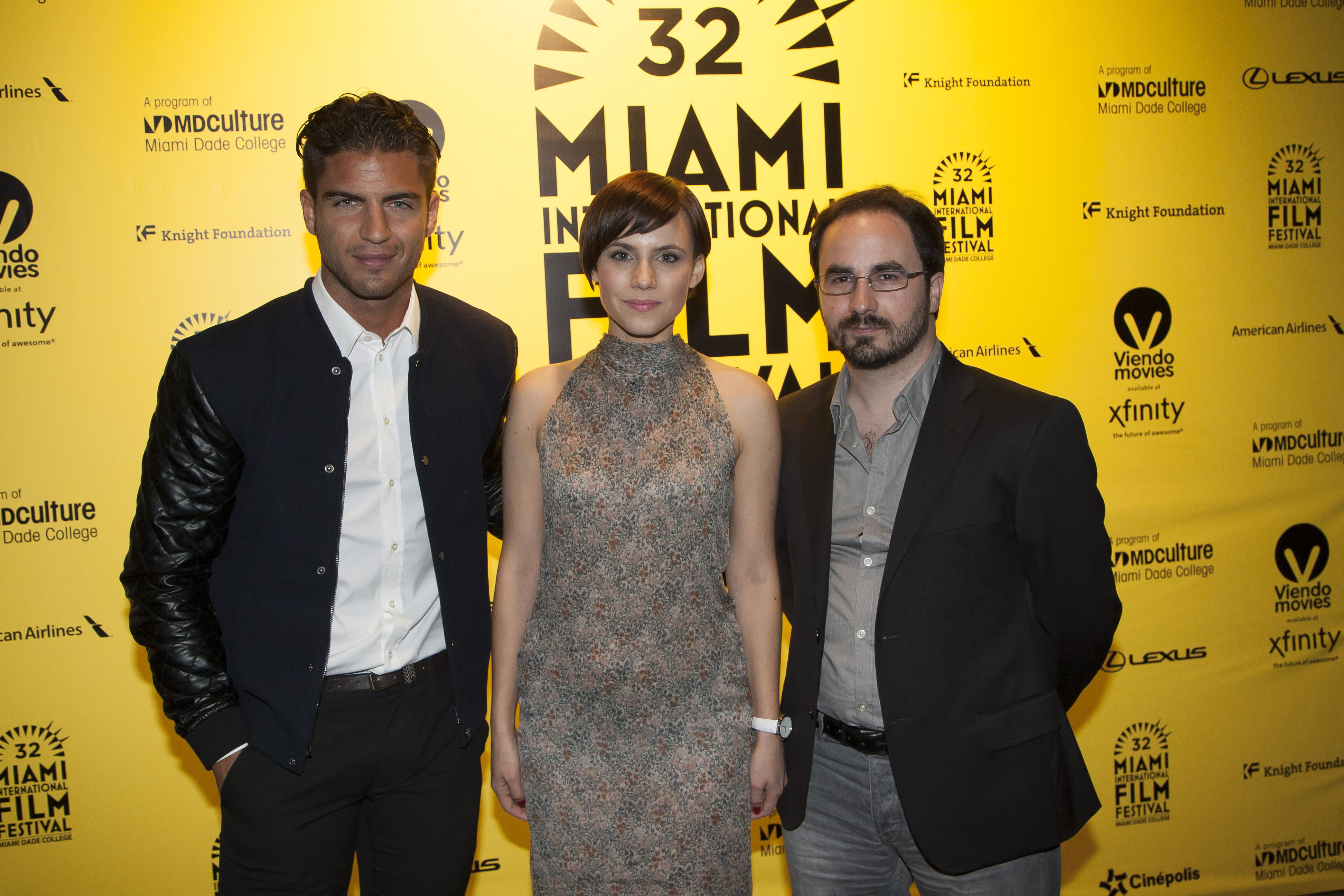
Maxi Iglesias, Aura Garrido and director Gozalo Bendala

- Maxi Iglesias - Francisco Garralda
- Miguel Ángel Solá - Sebastián Espinosa
- Luis Fernández - Andrés Nogales
- Javier Hernández - Manuel Ballesteros
- Alvar Gordejuela - Rafael Sánchez
- Aura Garrido - Nuria Abreu
- Vicente Romero - Julián
- Tato Amador - "El Sapo"
- Antonio Estrada - "El Rata"
- Carlos Álvarez-Novoa - Padre de Garralda
- Cristina Mediero - Sonia
- Teresa Arbolí - Carmen
- Manolo Solo - Fiscal
- Miguel Ángel Luque - Policía

## Premios y nominaciones
- Festival de Málaga: Sección oficial largometrajes a concurso (2015)[cita requerida]